# Netoma
La Netoma (in russo Нетома?) è un fiume della Russia, affluente di sinistra della Vodla. Scorre nel Pleseckij rajon dell'oblast' di Arcangelo e nel Pudožskij rajon della Carelia. 
Il fiume ha origine dal piccolo lago Netomskoe nel nord-est del distretto Pleseckij e scorre in direzione meridionale. Nel corso medio e inferiore il confine amministrativo tra l'oblast' di Arcangelo e la Carelia passa lungo il fiume. Sfocia nel fiume Vodla a 147 km dalla foce. Ha una lunghezza di 107 km e il suo bacino è di 776 km².